# Ogyges marilucasae
Ogyges marilucasae es una especie de coleóptero de la familia Passalidae.

## Distribución geográfica
Esta especie es endémica de México.